# Električna zavojnica
Električna zavojnica je električni vodič načinjen od izolirane žice, smotan u spiralu ili petlju, dio strujnoga kruga i mnogih električnih naprava koji se, stvarajući magnetsko polje, opire promjenama smjera i jakosti električne struje. Zavoji električne zavojnice mogu biti kružni, pravokutni, u obliku osmice, eliptični, a ujedno i jednostruki, višestruki ili s povratnim načinom motanja. Konstrukcijski se može razlikovati po načinu namatanja i učvršćivanja zavoja, može biti s jezgrom ili bez nje, na tijelu za namatanje ili bez njega. Induktivni električni otpor zavojnice ovisi o njezinoj induktivnosti i frekvenciji izmjenične struje, dok su omski i kapacitivni električni otpori zavojnice vrlo su maleni, u idealnom slučaju jednaki nuli.
Električna zavojnica je elektronički element koji ima određen električni induktivitet L. Induktivitet se izražava u henrijima (H), nazvanim po američkom fizičaru Josephu Henryju, a najčešće se upotrebljava jedinica milihenri (mH). Zavojnica se redovito sastoji od žice koja je namotana jednostavno ili unakrsno u jednom ili više slojeva. Nosač ili tijelo zavojnice izrađuje se od impregniranog papira, drveta, sintetičkog ili sličnog materijala. Najčešće ima oblik šupljeg valjka. Vodič od kojega je napravljena zavojnica najčešće je bakreni, izoliran lakom, rjeđe pamukom ili svilom. Kod zavojnica, predviđenih za vrlo visoke frekvencije upotrebljava se posrebrena bakrena žica ili cijev. Samo specijalne zavojnice za ultrakratke valove su bez tijela. Vodič tada mora biti mehanički dovoljno krut da zadrži svoj oblik. Za razliku od otpornika i kondenzatora zavojnice se veoma teško nalaze kao već gotov proizvod u trgovinama, jer svojstva zavojnice ovise o konkretnoj primjeni. U literaturi se još mogu pronaći nazivi špula, bobina ili svitak koji imaju isto značenje kao i zavojnica.

## Jakost magnetskog polja električne zavojnice
Električna zavojnica se vlada kao ravan magnet kada kroz njega protječe električna struja. No magnetičnost zavojnice postoji samo dotle dok kroz njega protječe struja. Ta je magnetičnost razmjerna s jakosti električne struje, pa je to jača što je struja jača. Čim nestane struje, nestane i magnetičnosti. Polje u sredini zavojnice bit će to jače što je i struja jača. Osim toga magnetsko polje zavojnice bit će to više pojačano što zavojnica ima više zavoja. Iz toga proizlazi da je za jakost polja zavojnice važan umnožak broja zavoja i jakosti struje. Budući da se struja mjeri amperima, umnožak struje i broja zavoja zove se amperzavoj. No na jakost magnetskog polja djeluje i njegova duljina. Nije svejedno koliki broj zavoja dolazi na jedinicu duljine zavojnice.
Kao mjernu jedinicu za mjerenje jakosti magnetskog polja zavojnice uzimamo jakost polja koja vlada u zavojnici s jednim amperzavojem po metru njegove duljine. Jakost magnetskog polja mjeri se dakle amperzavojima po metru ili kraće po metru (A/m). Veća mjerna jedinica je A/cm, pa je 1 A/cm = 100 A/m. Na osnovi izloženoga imamo za proračunavanje magnetskog polja zavojnice ovaj izraz:
{\displaystyle H={I\cdot n \over l}}
gdje je: H - jakost magnetskog polja (A/m), I - jakost električne struje (A), n - broj zavoja električne zavojnice, l - duljina zavojnice (m).

## Uporaba i vrste zavojnica
U titrajnim krugovima najčešće se upotrebljavaju valjčaste jednoslojne zavojnice. Svojstva zavojnica ovise o sljedećim parametrima, to su: D - srednji promjer zavojnice, l - duljina zavojnice, d - debljina žice, n - broj namotaja žice, te a - razmak između svakog namotaja. Svi ti spomenuti parametri utječu na veličinu induktiviteta L. Zavojnice možemo podijeliti prema namjeni na zavojnice za niskofrekventne (NF) i visokofrekventne (VF) strujne krugove, a obzirom na izvedbu dijelimo ih na: zavojnice s jezgrom i zavojnice bez jezgre. Kao jezgra za NF zavojnice upotrebljavaju se međusobno izolirani transformatorski limovi. Dok se za VF zavojnice upotrebljavaju posebne VF jezgre. Postoje razne vrste materijala za izradu takvih jezgri. Dobivaju se sintetički, a nose nazive siferit, feroskuba, i tako dalje. Zavojnice se također mogu međusobno spajati, no s time da veza između njih mora biti ostvarena pomoću vodiča, ali i pomoću njihova induktiviteta. Krajnji induktivitet spoja ovisan je o induktivitetu pojedinih zavojnica i o njihovoj međusobnoj vezi. Točan proračun se može dobiti za sasvim jednostavne slučajeve, kada zavojnice ne djeluju jedna na drugu, bilo da su dovoljno daleko ili oklopljene metalnim oklopom.

### Elektromagnet
Elektromagnet je električna zavojnica u kojoj se nalazi magnetno vodljivi materijal (jezgra), što omogućava nastajanje snažnoga magnetskoga polja.

### Namot
Namot je električna zavojnica u transformatorima, te na statoru ili rotoru električnih motora i električnih generatora (primarni, sekundarni, tercijarni, pomoćni, kompenzacijski), gdje su bakrenom, aluminijskom ili kojom drugom električki vodljivom žicom omotani najčešće transformatorski limovi kako bi se smanjili gubitci magnetske histereze.

### Svitak
Svitak se ponekad naziva električna zavojnica u mjernim instrumentima koja služi za stvaranje istosmjernih ili izmjeničnih magnetskih polja, te u laboratorijskoj primjeni za različite fizikalne pokuse.

### Prigušnica
Prigušnica je električna zavojnica koja ovisno o induktivnosti i namjeni sadrži željeznu jezgru (za niže frekvencije), feritnu jezgru, zrak ili neki nemagnetski materijal (za više frekvencije). Prigušnica prigušuje izmjeničnu struju više frekvencije, a propušta izmjeničnu struju niže frekvencije i istosmjernu struju. Koristi se kao elektronički filtar za razdvajanje signala različitih frekvencija, kao pokretač u fluorescentnim i halogenim rasvjetnim tijelima, za prigušenje uklopne struje ili struje zemljospoja, za prijam ili emitiranje radiovalova i drugo.

### Supravodljiva zavojnica
Supravodljiva zavojnica je električna zavojnica koja na temperaturi nižoj od svoje supravodljive kritične temperature omogućava održavanje strujnog toka neograničeno dugo i na taj način omogućava pohranjivanje električne energije uz male gubitke (do 5%). Najveća je zapreka komercijalnoj uporabi te metode spremanja energije visoka cijena supravodiča i održavanja niske temperature.

## Spojevi zavojnica
Zavojnice se mogu spajati serijski i paralelno. Kod serijskog spoja zavojnica ukupan induktivitet jednak je zbroju svih induktiviteta pojedinih zavojnica:
{\displaystyle L_{u}=L_{1}+L_{2}+\cdots +L_{n}}
Kod paralelnog spoja induktiviteta odnosno zavojnica, ukupni induktivitet jednak je recipročnoj vrijednosti zbroja recipročnih vrijednosti induktiviteta pojedinih zavojnica:
{\displaystyle {\frac {1}{L_{u}}}={\frac {1}{L_{1}}}+{\frac {1}{L_{2}}}+\cdots +{\frac {1}{L_{n}}}}
Za složenije slučajeve spajanja zavojnica u praksi je najjednostavnije izmjeriti zajednički induktivitet kombinacije zavojnica.

## Proračun jednoslojne, valjkaste zavojnice
Ovo je vrsta zavojnica koja se najčešće upotrebljava u elektrotehnici. Već smo rekli da nekoliko parametara utječe na karakteristike zavojnice: broj zavoja (namota), promjer zavojnice, dužina zavojnice, ali ovisi i o omjeru dužine i promjera zavojnice. Taj omjer se zove "K faktor". Induktivitet se jednostavno može izračunati iz matematičke relacije:
{\displaystyle L=K\cdot D\cdot N^{2}}
gdje je: L - je induktivitet zavojnice izražen u mikrohenrijima, D - promjer zavojnice u centimetrima, N - broj zavoja (namota) i K - faktor koji ovisi o omjeru dužine i promjera zavojnice.